# 돌이킬 수 없는 (2013년 영화)
《돌이킬 수 없는》(프랑스어: Les Salauds)은 2013년 공개된 프랑스의 드라마 영화이다.

## 출연

### 주연
- 뱅상 랭동
- 키아라 마스트로얀니
- 줄리 바타이

### 조연
- 미셸 쉬보르
- 롤라 크레톤
- 이솔다 디차우크
- 알렉스 데스카
- 그레고리 콜린
- 플로렌스 로이렛 카일레
- 크리스토프 미오센
- 헬레네 필리에레스
- 에릭 뒤퐁-모레티
- 샤루나스 바르타스
- 클레어 트란
- 엘리스 루모
- 진 디슨
- 로랑 그레빌

## 기타
- 공동제작: 레미 부라
- 공동제작: 크리스토프 프리델
- 공동제작: 올리비에 페레
- 공동제작: 클로디아 스테펜
- 음향: 마틴 부이스
- 미술: 미셀 바틀레미
- 분장팀: 아멜리 부이
- 의상: 주디 슈류스버리